# لوئیسائو (بازیکن فوتبال)
اندرسون لوئیس دا سیلوا (پرتغالی: Ânderson Luís da Silva؛ زادهٔ ۱۳ فوریهٔ ۱۹۸۱) که با نام لوئیسائو شناخته می‌شود، بازیکن فوتبال پیشین اهل برزیل است.
لوئیسائو در سال ۲۰۰۳ از کروزیرو به بنفیکا پیوست و تا پایان فوتبال حرفه‌ایش را در این باشگاه گذراند.
لوئیسائو ۴۴ بار برای تیم ملی فوتبال برزیل به میدان رفت و در دو جام جهانی فوتبال و سه کوپا آمریکا حضور داشت و توانست طی این مدت ۳ گل به ثمر رساند.

## افتخارات

### باشگاهی
کروزیرو
- مسابقه قهرمانی سری آ برزیل: ۲۰۰۳
- جام حذفی فوتبال برزیل: ۲۰۰۰، ۲۰۰۳

بنفیکا
- لیگ برتر فوتبال پرتغال: ۰۵–۲۰۰۴، ۱۰–۲۰۰۹، ۱۴–۲۰۱۳، ۱۵–۲۰۱۴، ۱۶–۲۰۱۵، ۱۷–۲۰۱۶[۲]
- جام حذفی فوتبال پرتغال: ۰۴–۲۰۰۳، ۱۴–۲۰۱۳، ۱۷–۲۰۱۶
- سوپر جام فوتبال پرتغال: ۲۰۰۵، ۲۰۱۴، ۲۰۱۶، ۲۰۱۷
- لیگ اروپا: نایب قهرمان ۱۳–۲۰۱۲، ۱۴–۲۰۱۳

### ملی
برزیل
- کوپا آمریکا: ۲۰۰۴
- جام کنفدراسیون‌ها: ۲۰۰۵، ۲۰۰۹
- جام طلایی کونکاکاف: مدال نقره ۲۰۰۳